# Stazione di Sant’Ambrogio
Stazione di Sant'Ambrogio vasútállomás Olaszországban, Sant’Ambrogio di Torino településen.

## Vasútvonalak
Az állomást az alábbi vasútvonalak érintik:
- Torino–Modane-vasútvonal

## Kapcsolódó állomások
A vasútállomáshoz az alábbi állomások vannak a legközelebb:
- Stazione di Condove-Chiusa San Michele (Stazione di Susa, Line SFM3)
- Stazione di Avigliana (Stazione di Torino Porta Nuova, Line SFM3)